# イソメ目

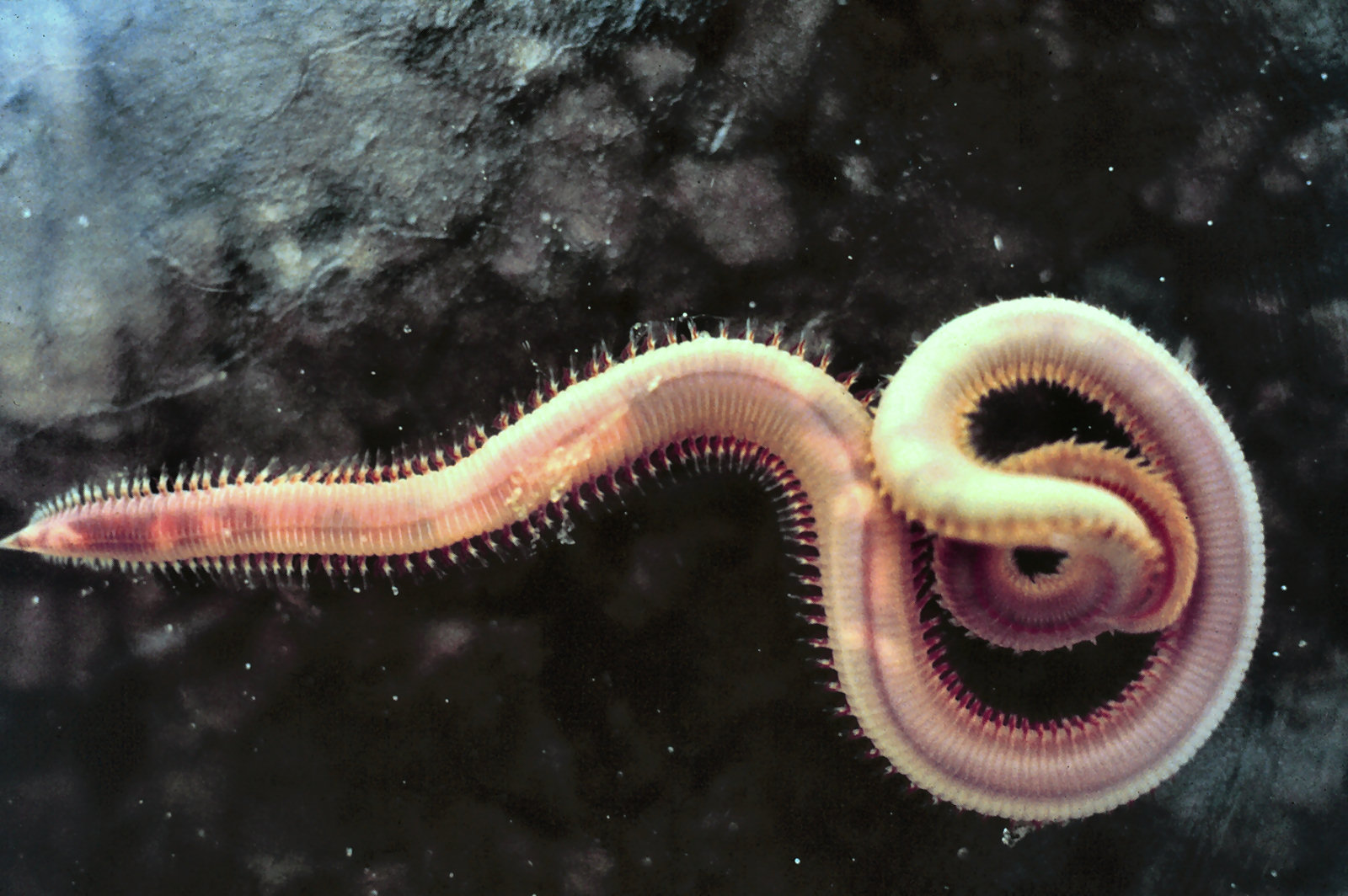
イソメ科の1種

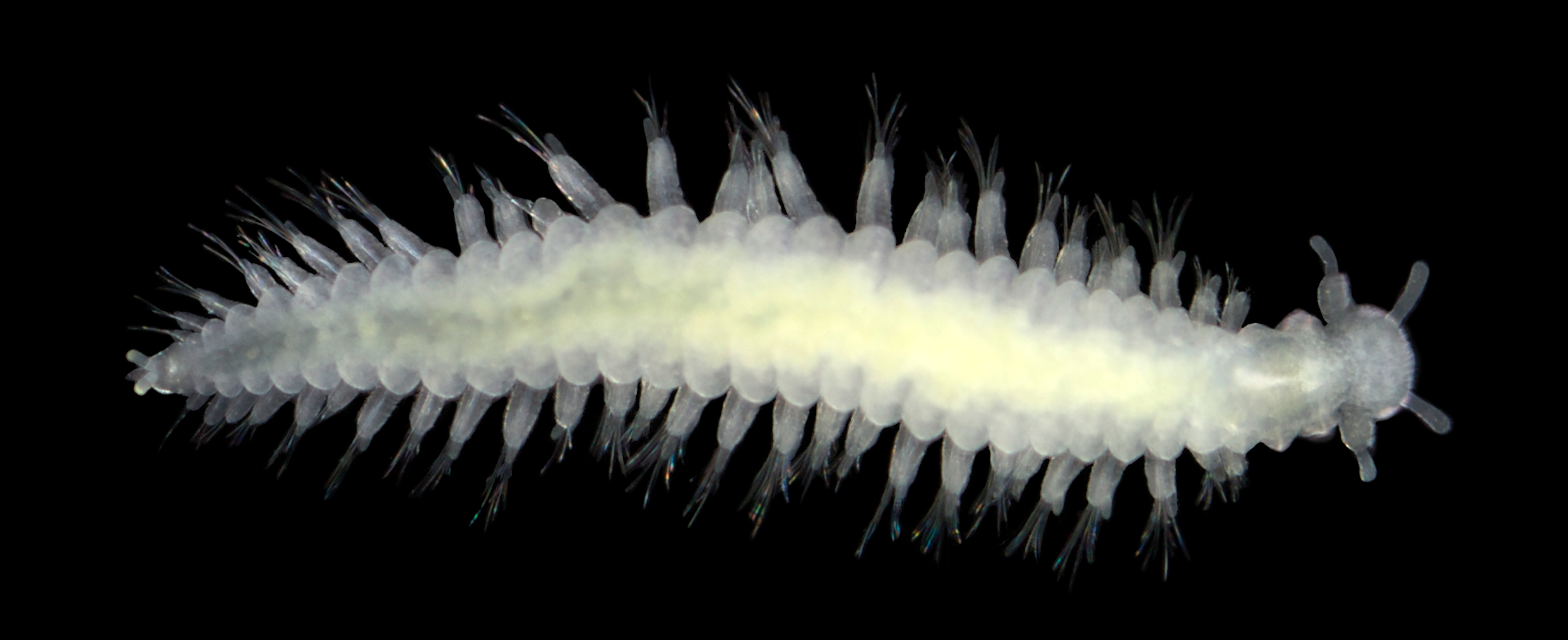
Ophryotrocha longidentata（ノリコイソメ科 属の1種）

イソメ目（イソメもく、学名：ordo Eunicida）は、多毛綱遊在亜綱に分類される環形動物のタクソン（分類群）（目）の一つである。

## 生物的特徴
体節で構成された細長い体を持ち、通常、囲口節と口前葉は分離している。全てではないが、多くが粘液の鞘から頑丈な角製の鞘までの様々な管状の巣で生活している。口肢は球状や円筒状であり、0本から7本の触角を具える。筋肉の発達した咽頭は、背面に1対の下顎、前面に歯の生えた上顎を具えている。いくつかの種は触角毛を具えており、また、全ての種が分岐のない疣足を具えている。鰓（えら）や剛毛を持つ種もある。

## 化石種
既知で最古の化石は、アメリカ合衆国のインディアナ州とモンタナ州にある古生代石炭紀の地層から産出している。

## 分類

### 下位分類

#### 下位分類（2020年代）
2022年の知見に基づく下位分類は以下のとおり。特筆しない限り、World Register of Marine Species (WoRMS) のデータに基づく。
- ordo Eunicida –（和名） イソメ目
  - † Eunicida fossil incertae sedis –（意訳）分類地位不確定の化石種

- †genus Andiprion Hints, Tonarová, Eriksson, Rubinstein et De la Puente, 2017

（音写+属）アンディプリオン属。（学名の原義）「アンデスの鋸（のこぎり）」の意。
（備考）化石産出年代については確信的情報なし。産出地は、アルゼンチン北西部にあるスバンディナス山脈 (Sierras Subandinas；シエラ・スバンディナス) のカピーニャス・セクション (Capillas section) 。スバンディナス山脈の周辺地域には古生代オルドビス紀の地層が広がっているが、そこまでは遡らない。グループ全体の下限が石炭紀なので、そこまで。
- †familia Atraktoprionidae Kielan-Jaworowska, 1966 

（和名）未確認。（代表属の音写名を冠する仮称）アトラクトプリオン科。
- †familia Conjungaspidae Hints, 1999 

（和名）未確認。（代表属の音写名を冠する仮称）コンジュンガスピス科。
- †familia Tretoprionidae Hints, 1999 

（和名）未確認。（代表属の音写名を冠する仮称）トレトプリオン科。
- familia Dorvilleidae Chamberlin, 1919

（和名）ノリコイソメ科
- familia Eunicidae Berthold, 1827

（和名）イソメ科
（備考）和名がある種としては、イワムシ（Marphysa 属の1種 M. sanguinea）、オニイソメ（イソメ属の1種 E. aphroditois）、サンゴイソメ（イソメ属の1種 E. tibiana）などを挙げることができる。
- familia Hartmaniellidae Imajima, 1977

（和名）ハートマンイソメ科
- familia Ichthyotomidae Eisig, 1906

（和名）サカナヤドリゴカイ科
- familia Lumbrinereidae Malmgren, 1867 

（和名）未確認
（備考）化石産出年代は、326.4 to 318.1 Ma（約3億2640万年前 – 約3億1810万年前、古生代石炭紀ミシシッピアン亜紀〈=前期石炭紀〉サープコビアン後期 – ペンシルバニアン亜紀〈=後期石炭紀〉バシキーリアン中葉）。産出地は、米国（モンタナ州）。一説には Lumbrineridae Schmarda, 1861 のシノニム。
- familia Lumbrineridae Schmarda, 1861

（和名）ギボシイソメ科
- familia Oenonidae Kinberg, 1865

（和名）セグロイソメ科
- familia Onuphidae Kinberg, 1865

（和名）ナナテイソメ科
- Family incertae sedis –（意訳）分類不確定の科。（備考）イソメ目に含める説があるもの。

- familia Diurodrilidae Kristensen et Niilonen, 1982 

（和名）未確認。（代表属の音写名を冠する仮称）ディウロドリラス科。
- familia Histriobdellidae Claus et Moquin-Tandon, 1884 

（和名）未確認。（代表属の音写名を冠する仮称）ヒストリオブデッラ科。

## ギャラリー

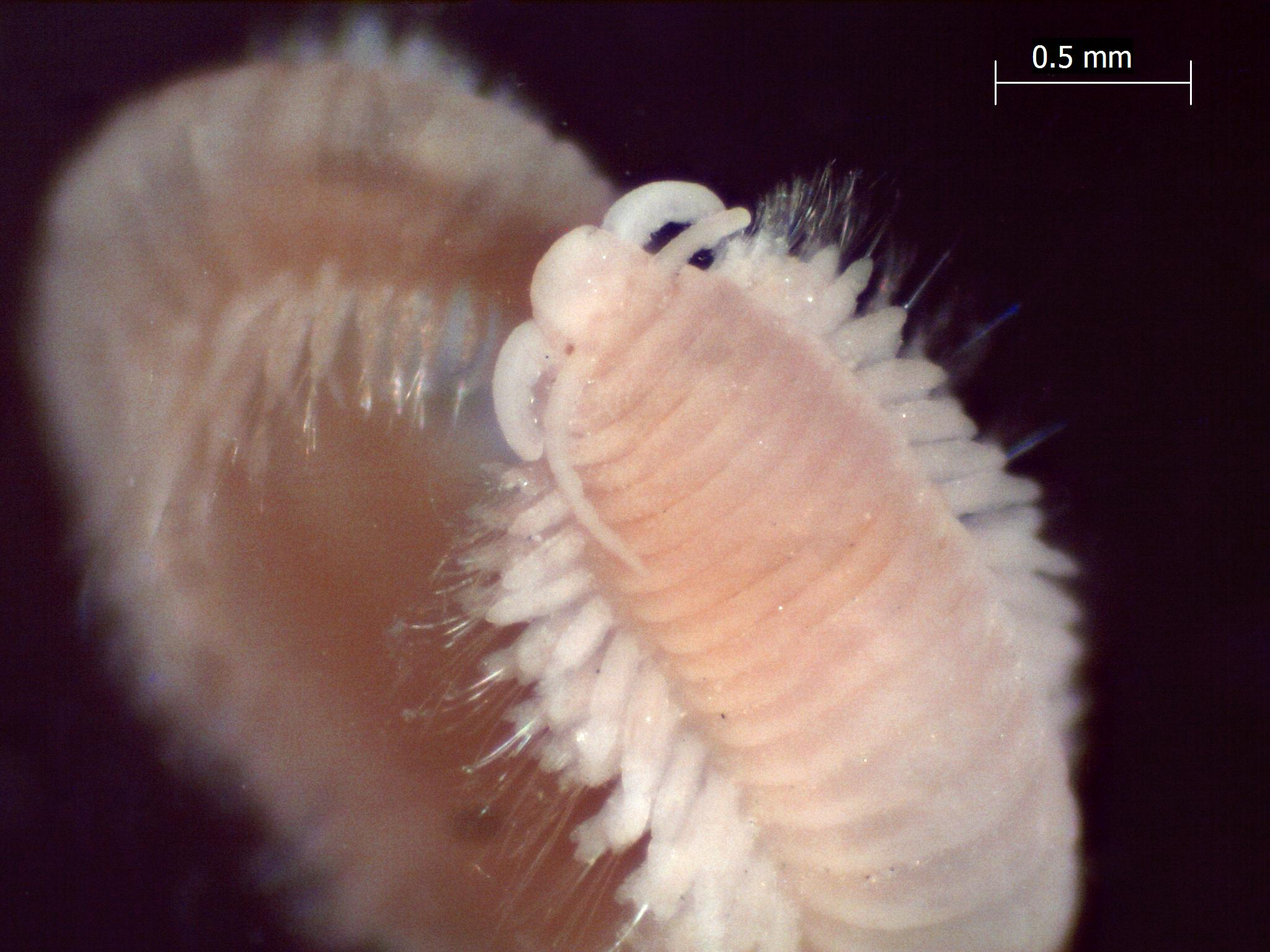
Dorvillea longicornis（ノリコイソメ科の1種）
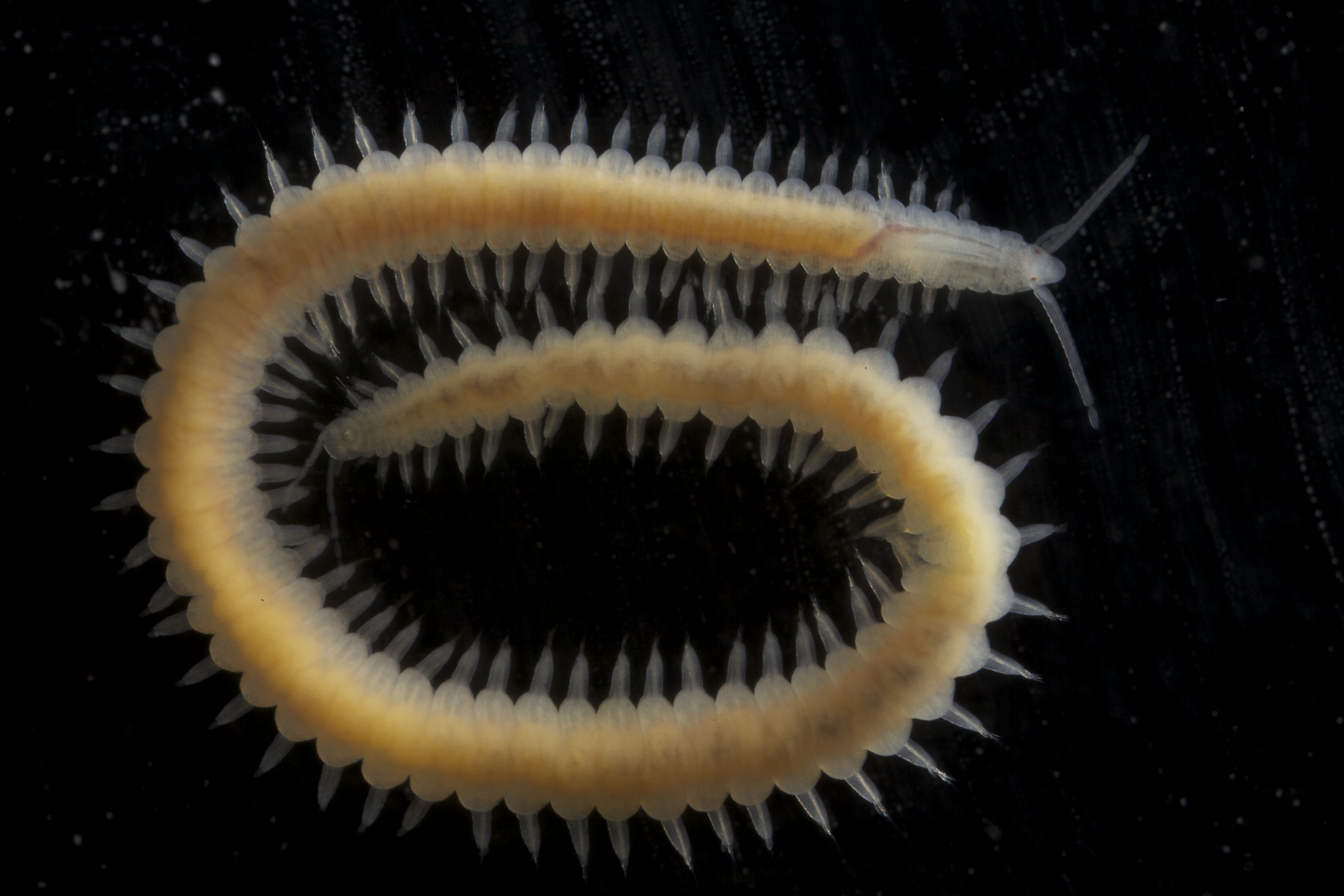
Protodorvillea kefersteini（ノリコイソメ科の1種）
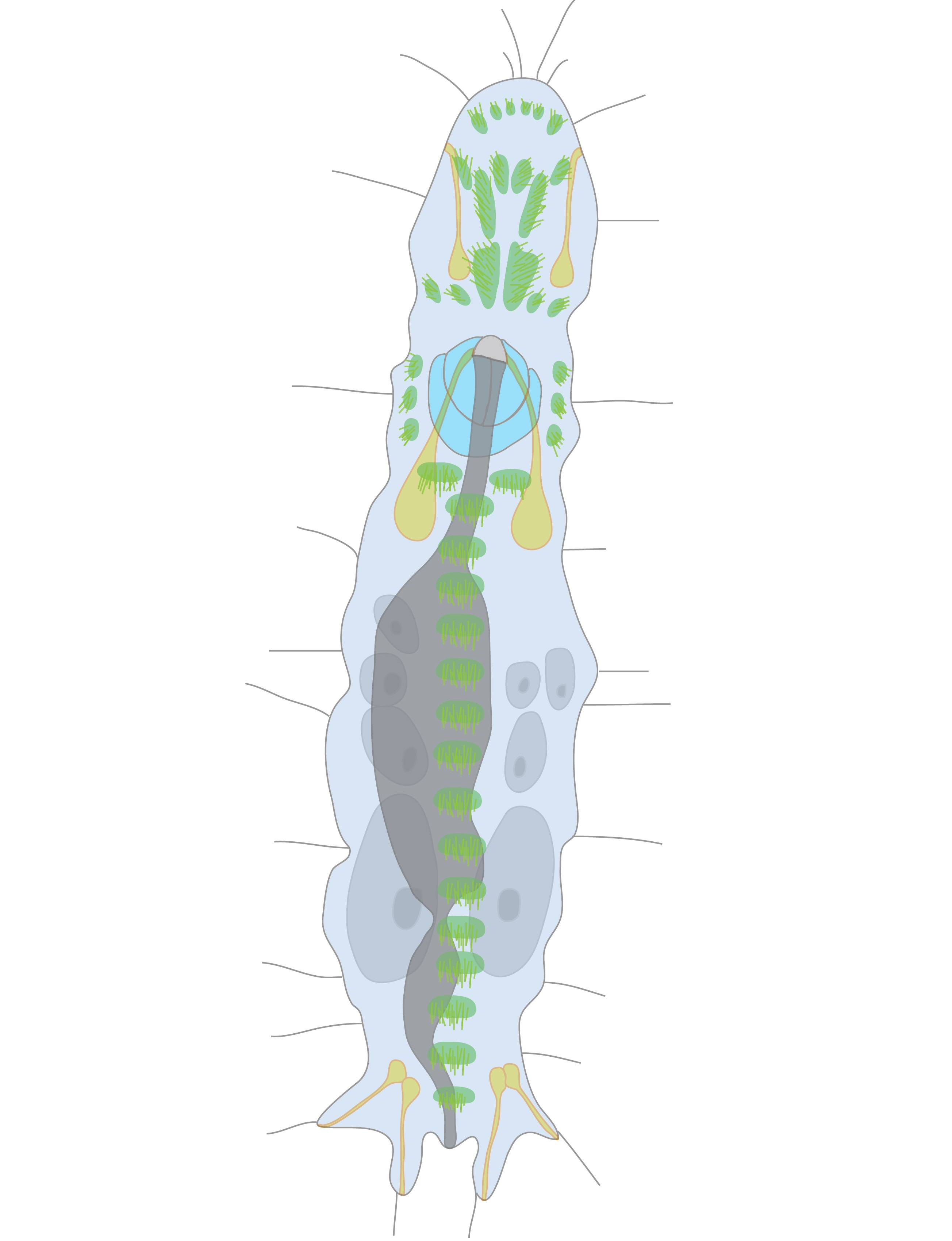
ディウロドリラス（学名：Diurodrilus｜1属でディウロドリラス科を構成する）の体内構造の図解
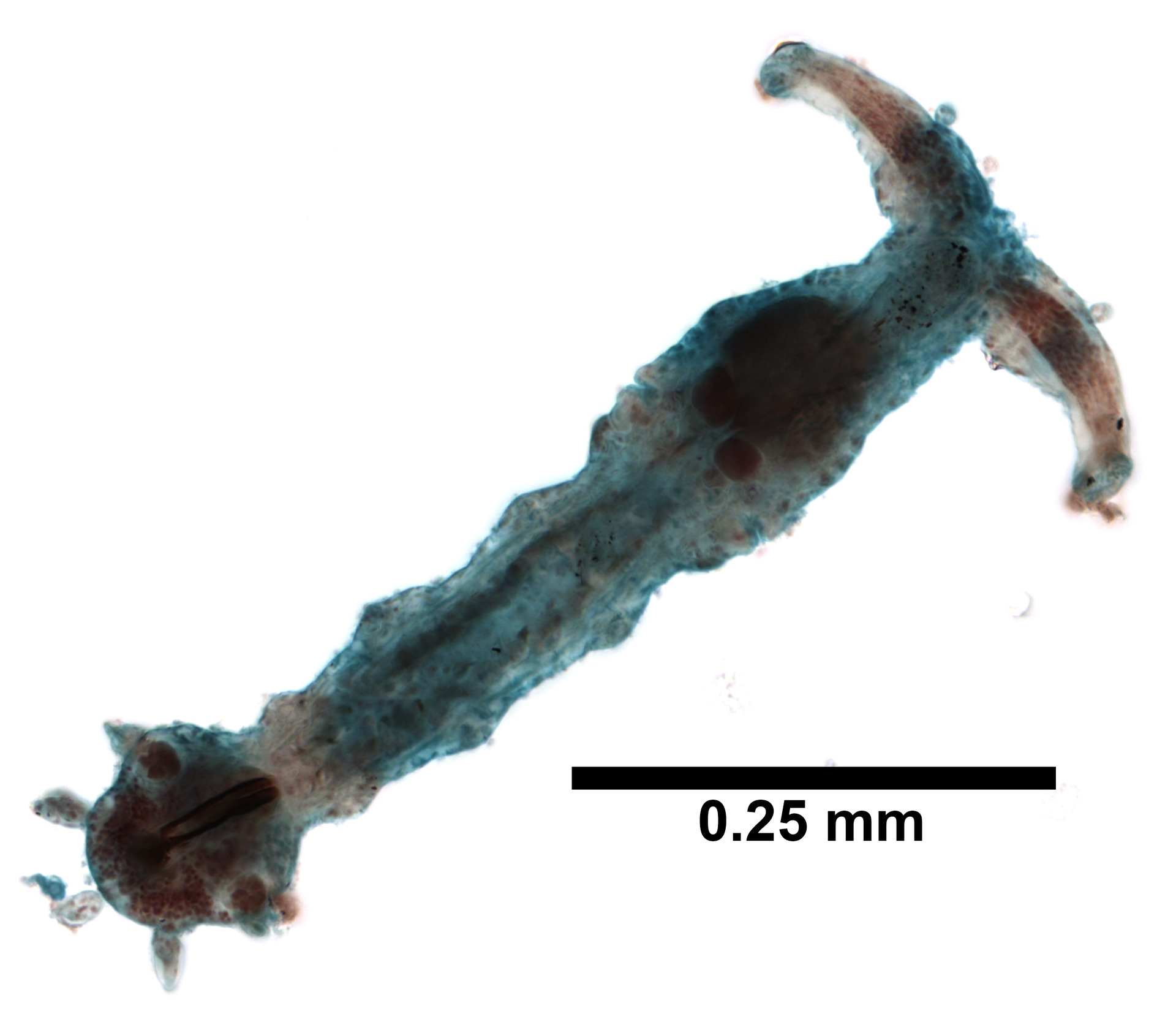
Histriobdella homari（ヒストリオブデッラ科の1種）の写真

### データベース
- Fossiilid.info（フランス語版）：※古生物学データベース。
  - “Atraktoprionidae Kielan-Jaworowska, 1966” (英語). 2022年12月29日閲覧。
  - “Conjungaspidae Hints, 1999” (英語). 2022年12月29日閲覧。
  - “Tretoprionidae Hints, 1999” (英語). 2022年12月29日閲覧。
- “Order Eunicida Ushakov 1955 (worm)” (英語). Fossilworks.  Macquarie University. 2022年12月29日閲覧。※化石のデータベース、古生物学データベース。
- “Eunicida” (英語).  Global Biodiversity Information Facility (GBIF). 2022年12月29日閲覧。※地球規模生物多様性情報機構 (GBIF)。
- “Eunicida” (英語). Mindat.org（英語版）. 2022年12月29日閲覧。※鉱物学データベース。
  - “Andiprion”. 2022年12月29日閲覧。
- “Taxon: Order Eunicida Ushakov, 1955 (annelid)” (英語). Taxonomicon（フランス語版）. 2022年12月29日閲覧。※ツリー構造の分類学データベース（英語版）。
- “Eunicida” (英語). World Register of Marine Species (WoRMS). 2022年12月29日閲覧。※分類学データベース。
  - “Andiprion Hints, Tonarová, Eriksson, Rubinstein & De la Puente, 2017 †”. 2022年12月29日閲覧。